# 社会党 (赞比亚)
社会党（英語：Socialist Party，缩写为SP）是赞比亚的一个政党。该党成立于2018年3月，分裂自彩虹党。该党的政治立场是左翼至极左翼。该党的意识形态是社会主义、马克思列宁主义。该党的领袖是弗雷德·梅门贝。该党的口号是“公正、平等、和平”。